# Elias Stein (ajedrecista)
Elias Stein (Forbach, 5 de febrero de 1748-La Haya, 12 de septiembre de 1812) fue un maestro de ajedrez neerlandés. Nacido en Lorraine en una familia judía, se estableció en La Haya.
Stein también ejerció como el maestro de ajedrez de los hijos de Guillermo V, Príncipe de Orange, y por lo tanto introdujo el ajedrez a la alta sociedad neerlandesa.
Recomendó lo que ahora se conoce como la Defensa holandesa, como la mejor respuesta a 1.d4 en su libro Nouvel essai sur le jeu des échecs, avec des réflexions militares familiares à ce jeu (1789). Su biografía fue escrita por el teniente coronel F. W. von Mauvillon en el libro Anweisung zur Erlernung des Schachspiels (Essen, Alemania, 1827).

## Obras
- E. Stein: Handleiding tot het schaakspel. (2e herz. en verb. druk) Ámsterdam, Van Kesteren, 1851.
- E. Stein: Nieuwe proeve van handleiding tot het schaakspel. (Vert. door Daniël Broedelet). Purmerende, Broedelet & Rijkenberg, 1834. (Div. herdr., o.a. 's-Gravenhage 1843 & Leyden 1850)
- Elis Stein: Nouvel essai sur le jeu des échecs, avec des reflexions militaires relatives a ce jeu. La Haye, aux depens de l'auteur, 1789. (Herdr. o.a. Paris, De La Rue, 1841 & 1850)